# Utetheisa papuana
Utetheisa papuana är en fjärilsart som beskrevs av Embrik Strand 1919. Utetheisa papuana ingår i släktet Utetheisa och familjen björnspinnare. Inga underarter finns listade i Catalogue of Life.